# تونی آنتونی (هنرپیشه)
تونی آنتونی (انگلیسی: Tony Anthony؛ زادهٔ ۱۶ اکتبر ۱۹۳۷) یک هنرپیشه، فیلم‌نامه‌نویس، کارگردان، و تهیه‌کننده اهل ایالات متحده آمریکا است. وی بین سال‌های ۱۹۶۱ تا ۱۹۹۸ میلادی فعالیت می‌کرد.